# Live from Radio City Music Hall (альбом Heaven & Hell)
Live from Radio City Music Hall — двойной концертный альбом супергруппы Heaven & Hell, вышедший в августе 2007 года на лейбле Rhino Records. Также был выпущен как концертный DVD диск.
5 октября 2007 года DVD «Live from Radio City Music Hall» получил золотую сертификацию от Американской ассоциации звукозаписывающих компаний (RIAA). В США лимитированным выпуском (тираж 5000 экземпляров) данный музыкальный альбом был выпущен в виде Deluxe Edition, которое содержит: DVD, два CD, пять фотографий группы Heaven & Hell и её участников форматом А4, буклет группы форматом А4, десять почтовых открыток форматом 4х6 дюймов с изображениями группы Heaven & Hell и её участников, билет на концерт датированный 30 марта 2007 года, пропуск за кулисы сцены (backstage pass).
В мае 2011 года DVD издание было перевыпущено на Blu-Ray диске компанией Eagle Rock Entertainment. Помимо оригинального контента, содержит дополнительные материалы.

## Список композиций
1. E5150
2. After All (The Dead)
3. The Mob Rules
4. Children of the Sea
5. Lady Evil
6. I
7. The Sign of the Southern Cross
8. Voodoo
9. The Devil Cried
10. Соло на барабанах Винни Апписи
11. Computer God
12. Falling Off the Edge of the World
13. Shadow of the Wind
14. Соло на гитаре Тони Айомми/Die Young
15. Heaven and Hell
16. Lonely is the Word
17. Neon Knights

## Места в чартах
| Год  | Страна   | Чарт              | Место |
| ---- | -------- | ----------------- | ----- |
| 2007 | США      | The Billboard 200 | 99    |
| 2007 | Норвегия | VG-lista          | 2     |